# 요주아 키미히
요주아 발터 키미히(독일어: Joshua Walter Kimmich, 독일어 발음: [ˈjoːzu̯aː ˈkɪmɪç]; 1995년 2월 8일 ~ )는 독일의 축구 선수로 포지션은 미드필더, 수비수이다. 2015년부터 FC 바이에른 뮌헨에서 뛰고 있다.
세계 최고의 미드필더 중 한 명으로 널리 알려진 그는 다재다능함, 공격성, 플레이메이킹 능력으로 유명하다. 그는 종종 전 FC 바이에른 뮌헨의 주장 필리프 람과 비교되며 그의 후계자로 여겨진다. RB 라이프치히의 유소년 아카데미를 거쳐온 키미히는 2013년부터 1군에서 뛰기 시작했다. 2년 후, 그는 FC 바이에르 뮌헨에 합류했다. 19-20시즌에 트레블을 달성한 후 키미히는 FIFA FIFPro Men's World 11에 포함되었으며 UEFA 챔피언스 리그 올해의 수비수로 선정되었다.

## 어린 시절
그는 VfB 슈투트가르트 유소년팀에서 축구를 하다가 2013년 7월 RB 라이프치히에 바이백 조항을 포함한 채 이적을 가게 되었다.

## 구단 경력

### RB 라이프치히
그는 2013년 9월 28일, SpVgg 운터하힝과의 2-2 무승부를 기록한 경기에 교체로 출전하면서 데뷔전을 치렀다. 11월 30일, 1. FC 자르브뤼켄 상대로 3-2로 승리한 경기에서 첫 프로 득점을 기록했고다. 그는 26경기에 출전해 1골을 넣으며 2013-14 시즌을 마쳤다.
그는 2015년 3월 1일 유니온 베를린을 상대로 3-2 승리를 거두며 2014-15 시즌 첫 골을 넣었다. 그는 29경기에 출전해 2골을 넣으며 2014-15 시즌을 마쳤다.
키미히는 구단에서 53번의 리그 출전에서 3골을 기록하며 구단을 떠났다.

### 바이에른 뮌헨

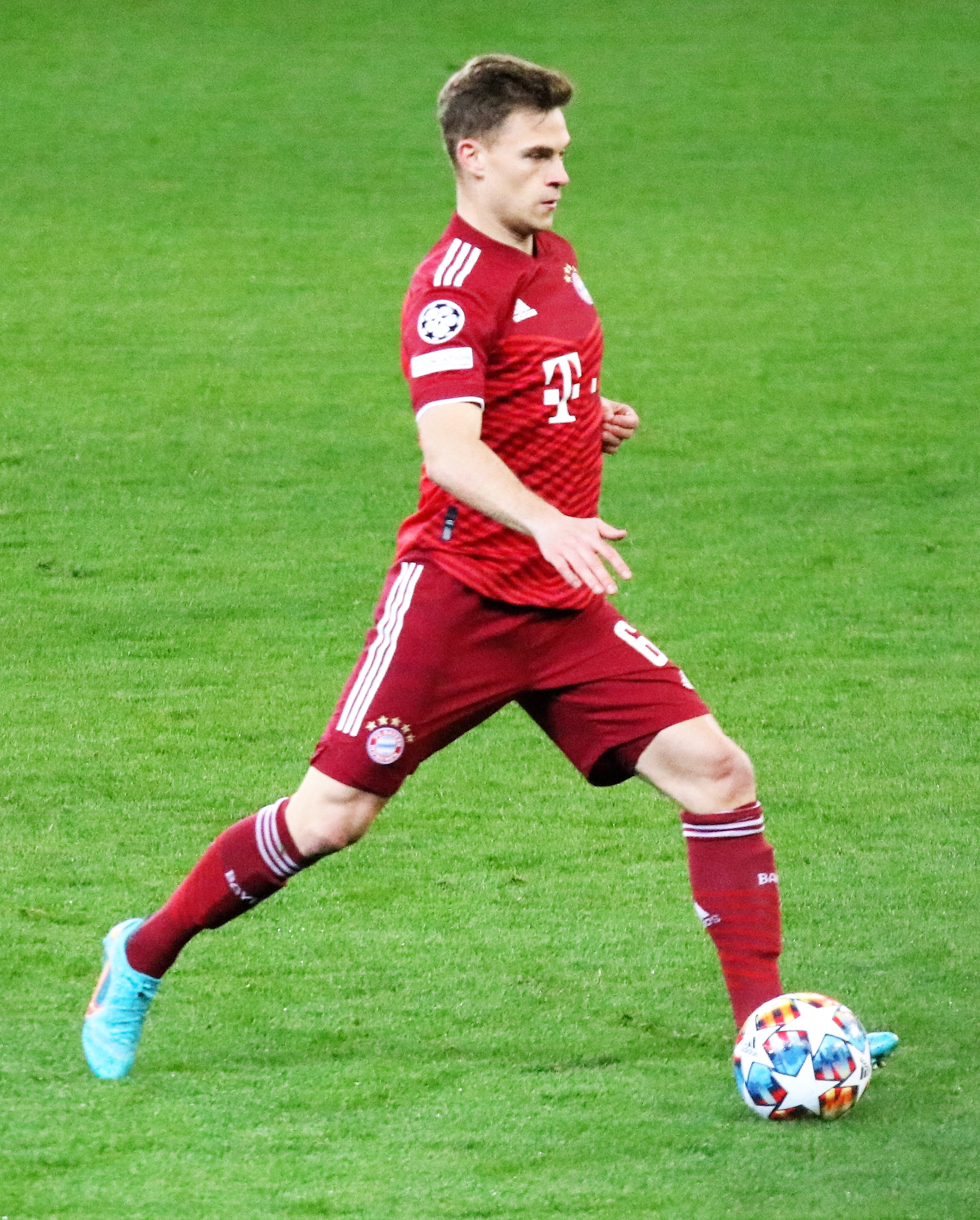

2015년 1월 2일 키미히는 바이에른 뮌헨과 5년 계약을 체결했다.

### 15-17 시즌
2015년 1월 2일, 키미히는 2020년 6월 30일까지 지속되는 5년 계약으로 바이에른 뮌헨에 합류하기로 합의했다. 그는 8월 9일 FC Nöttingen(뇌팅겐)과의 DFB-포칼 1라운드 경기를 시작으로 구단에 데뷔했다. 펩 과르디올라는 다음 달 9월 12일 홈에서 FC 아우크스부르크와의 경기에 후반 교체 선수로 출전하면서 분데스리가 데뷔전을 치렀다. FC 아우크스부르크와의 경기에서 4일 후, 키미히는 올림피아코스 FC에서 열린 뮌헨의 토너먼트 개막전에서 UEFA 챔피언스 리그에 처음으로 모습을 드러냈고, 3일 후 처음으로 분데스리가에 출전하여 SV 다름슈타트 98을 상대로 90분을 뛰며 3-0 승리를 거두었다.
키미히는 23번의 리그 출전을 기록하며 뮌헨에서의 첫 시즌을 마쳤으며 그 중 15번은 선발 출전이었다. 그는 또한 5월 21일 베를린 올림피아스타디온에서 보루시아 도르트문트를 상대로 한 바이에른의 2016 DFB-포칼 결승전에서 120분 풀타임을 뛰었다.
키미히는 2016 DFL-슈퍼컵에서 보루시아 도르트문트와의 2-0 승리에서 교체 선수로 2016–17 시즌을 시작했다.이후, FC 샬케 04와의 경기에서, 첫 골을 넣으며 팀에게 승리를 안겼다. 4일 후, 그는 FC 로스토프와의 홈 경기에서 5-0으로 승리하며 챔피언스 리그 첫 두 골을 기록했다. 키미히는 88분에 함부르크 SV를 상대로 1-0 원정 승리를 거두며 후반 결승골을 기록했다. 그는 40경기 출전 9골로 2016-17 시즌을 마쳤다.

### 17-20 시즌
키미히는 2017 DFL-슈퍼컵에 출전했으며 바이에른이 연장전이 2-2로 끝난 후 최대 라이벌 보루시아 도르트문트를 5-4 승부차기에서 꺾으면서 타이틀을 획득했다. 9월 16일, 그는 토마스 뮐러, 아르옌 로벤, 로베르트 레반도프스키의 골에 총 3개의 어시스트를 제공하여 1. FSV 마인츠 05를 상대로 4-0으로 이기는데 도왔다.. 2018년 3월 9일, 키미히는 2023년 6월 30일까지의 3년 계약 연장에 서명했다. 그는 레알 마드리드와의 챔피언스 리그 준결승전에서 1차전과 2차전에서 각각 골을 넣었지만 팀은 총합 4-3으로 탈락했으며, 2017-18 시즌을 47경기에 출전해 6골 17도움으로 마무리했다.
8월 12일, 킴미히는 독일 슈퍼컵에 출전하며 2018-19 시즌을 시작했고, 그의 팀은 아인트라흐트 프랑크푸르트를 5-0으로 꺾고 우승을 차지했다. 키미히는 2018년 8월 24일 1899 호펜하임과의 분데스리가 시즌 개막전에서 출전해 팀의 3-1 승리를 도왔다. 키미히는 2018년 12월 15일 하노버 96을 상대로 시즌 첫 골을 기록했다. 2019년 2월 9일 라이벌인 샬케를 3-1로 이긴 경기에 출전하면서 구단에서의 100번째 리그 출전을 기록했다.
2020년 8월 14일, 키미히는 2019-20 UEFA 챔피언스리그 8강전에서 바르셀로나와의 경기에서 1골을 넣고 어시스트를 기록해 8-2에 기여했다. 2020년 8월 23일, 키미히는 결승전에서 킹슬리 코망이 파리 생제르맹을 상대로 결승골을 넣는 데 중요한 도움을 주었다. 같은VfB 슈투트가르트 아카데미 출신인 그의 팀 동료인 세르주 그나브리와 함께 그의 첫 번째 챔피언스 리그 타이틀을 기록했다.

### 20-23 시즌
키미히의 등번호는 티아고 알칸타라에 뒤를 이어 6번을 받았다. 이후 DFL-슈퍼컵, 보루시아 도르트문트와의 경기에서 결승골을 기록하며 3:2로 승리하였다. 2023년 3월 20일, 키미히는 바이에른 뮌헨과 바이어 레버쿠젠의 22-23시즌 분데스리가 25라운드에서 3-3-2-2 포메이션의 중앙 미드필더로 선발출전했다. 전반 22분 주앙 칸셀루의 크로스를 받은 레온 고레츠카가 건넨 패스를 받아 골문으로 공을 찼고 공이 오딜롱 코수누를 맞고 굴절되어 골망을 흔들면서 바이에른 뮌헨의 선제골을 만들었다. 그러나 바이에른 뮌헨은 에세키엘 팔라시오스에게 2개의 페널티킥 골을 허용하면서 1대 2로 패배했고 보루시아 도르트문트가 1. FC 쾰른을 6대 1로 이기면서 분데스리가 1위에서 2위로 내려갔다.

## 국가대표 경력

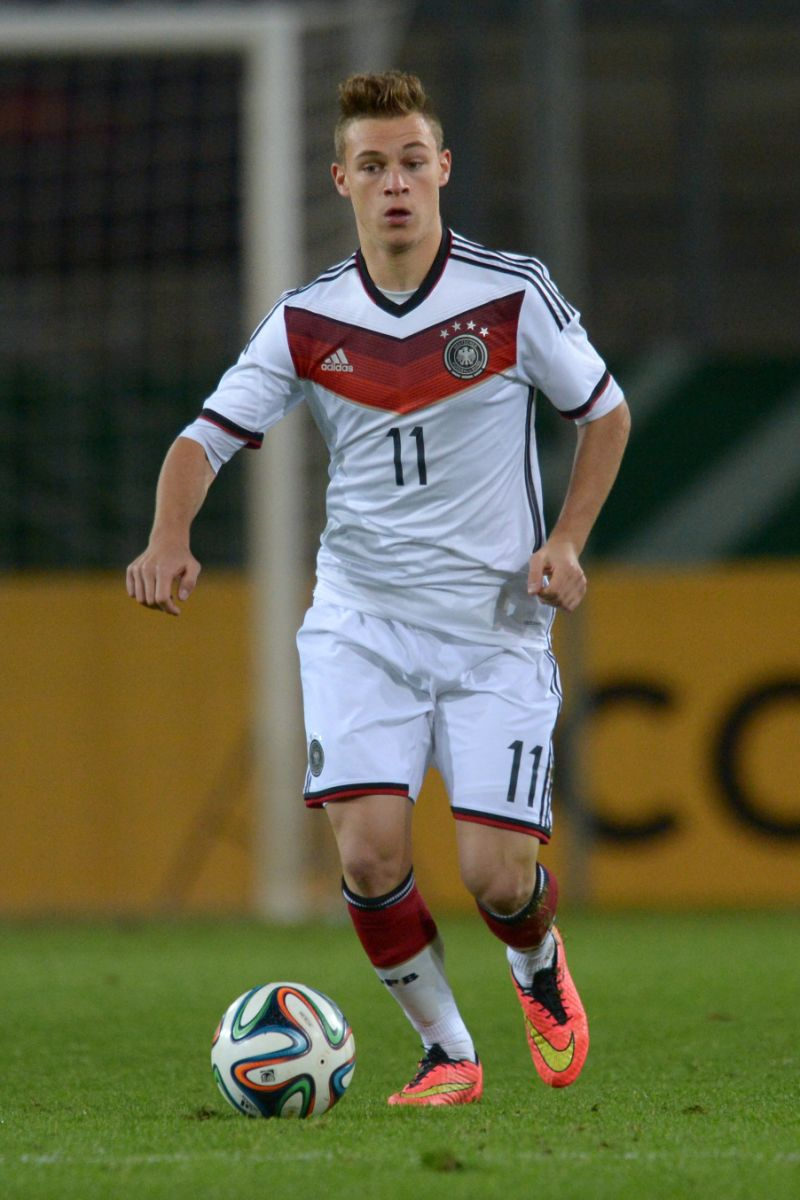

2016년 5월 17일, 키미히는 UEFA 유로 2016의 독일 예비 27인 명단에 이름을 올렸다. 2016년 5월 31일, 그는 최종 23인 명단에 이름을 올렸고 등번호 21번을 받았다.
키미히는 북아일랜드와의 C조 최종전에서 베네딕트 회베데스를 대신해 오른쪽 수비수로 출전했다.그는 준결승에 진출하면서 독일의 주전 라이트백으로 남았으며 UEFA 토너먼트 팀에 이름을 올렸다.
2016년 9월 4일, 키미히는 2018년 FIFA 월드컵 예선 기간 동안 노르웨이를 상대로 3-0으로 승리한 경기에서 독일 국가대표팀 소속으로 첫 골을 넣었다.
2017년 5월 17일, 키미히는 2017 FIFA 컨페더레이션스컵 독일 대표팀에 포함되었다.
2017년 6월 6일, 키미히는 덴마크와의 친선경기에서 88분에 오버헤드킥으로 득점을 기록했고,경기는 1-1로 끝났다.
2018년 6월 4일, 키미히는 2018년 FIFA 월드컵의 독일 최종 23인 명단에 포함되었다.2018년 6월 17일, 키미히는 멕시코와의 개막전에서 월드컵 데뷔전을 치렀지만, 경기는 독일에 1-0으로 패하며 끝났다.
2018년 9월 6일, 키미히는 프랑스와의 독일 UEFA 네이션스리그 개막전에서 18개월 만에 처음으로 대표팀에서 수비형 미드필더로 출전했다.
2021년 5월 19일, 그는 UEFA 유로 2020의 선수단에 포함되었다.
2022년 6월 4일, 그는 이탈리아와의 2022-23 UEFA 네이션스 리그 조별 경기에서 1-1 무승부를 기록하며 90분 내내 출전했고 그 과정에서 골을 넣었다. 10일 후, 그는 같은 상대를 상대로 골을 넣어 5-2로 승리했다.
2022년 11월 10일, 그는 2022년 FIFA 월드컵의 26인 명단에 이름을 올렸다.

## 플레이 스타일
호르스트 흐루베슈는 그의 다재다능함을 칭찬하며 "그는 엄청난 자질을 갖고 있으며 공격과 수비 역할 모두에 다재다능하다"고 말하며 "좋은 기술과 민첩성을 갖춘 지능적인 선수"이자 "승자"라고 묘사했다. 분데스리가 공식 웹사이트의 2017년 기사에서는 그의 다재다능함에 대해 언급되기도 했다. 그는 또한 미드필더에서 경기를 지휘하는 능력으로 인해 때때로 중앙 미드필더 또는 딥라잉 플레이메이커로도 기용되었다.2015년에 과르디올라 감독은 킴미히를 유망한 선수로 묘사하며 "...선수에게 필요한 모든 것을 갖추고 있다. 그는 매우 지능적이며 항상 공을 향해 공격적이며 공중에서 강하고 빈 공간에 대한 이해도를 지녔으며 뛰어난 능력을 가지고 있다. 비전을 갖고 앞으로 돌진할 때와 물러서야 할 때를 알고 있다."고 언급했다.
아민 유네스는 U-21 EURO 조별 예선 이후 인터뷰에서도 그의 수비를 칭찬했다. 그는 언론에 "훌륭하게 공을 되찾았다. 그는 정말 잘한다"라고 말했다. U21 대회 동안 UEFA.com의 필리프 후버는 웹사이트에서 그의 플레이 스타일을 설명하고 그를 일카이 귄도안과 비교했지만 다른 비평가들은 그를 은퇴한 바이에른 주장 필리프 람과 주로 비교했다.
라이프치히에서 그는 극도로 공격적인 팀의 일원이었으며 볼을 장악하는 능력이 빛을 발했다. 독일 U-21팀에서는 좀 더 깊숙한 위치에서 역할을 맡는 동시에 깔끔한 수비형 미드필더로서의 능력으로 인해 눈길을 끌었다. 키미히는 태클 타이밍이 뛰어나고 드리블이 뛰어나며 까다로운 일들을 꺼리지 않는다.
키미히는 정확한 패스와 크로스로도 유명한 공을 매우 잘 다루는 선수이다. 키미히 본인은 이에 대해 바스티안 슈바인슈타이거, 사비 알론소 및 차비 에르난데스와 같은 선수들에게 영감을 받았다고 언급했다.

## 기타
- 슬하에 3남 1녀를 두고 있다.[67][68]
- 키미히는 2021년 11월 코로나 19 양성 판정을 받고 폐활량 감소 등 여러 후유증을 경험한 것으로 알려졌으며, 자신이 주저했던 것을 후회하며 백신 접종을 받겠다고 공개적으로 밝혔다.[69]
- 2023년 3월, 그는 독일 범죄 시리즈 타트오르트에 출연했다.[70]

## 출전 통계
| 클럽          | 시즌    | 출전 | 득점 | 도움 |
| ------------- | ------- | ---- | ---- | ---- |
| 라이프치히    | 2013-14 | 26   | 1    | 0    |
| 라이프치히    | 2014-15 | 29   | 2    | 1    |
| 라이프치히    | 합계    | 55   | 3    | 1    |
| 바이에른 뮌헨 | 2015-16 | 36   | 0    | 2    |
| 바이에른 뮌헨 | 2016-17 | 40   | 9    | 2    |
| 바이에른 뮌헨 | 2017-18 | 47   | 6    | 15   |
| 바이에른 뮌헨 | 2018-19 | 48   | 2    | 18   |
| 바이에른 뮌헨 | 2019-20 | 51   | 7    | 15   |
| 바이에른 뮌헨 | 2020-21 | 39   | 6    | 14   |
| 바이에른 뮌헨 | 2021-22 | 39   | 3    | 11   |
| 바이에른 뮌헨 | 2022-23 | 47   | 7    | 11   |
| 바이에른 뮌헨 | 2023-24 | 40   | 2    | 9    |
| 바이에른 뮌헨 | 2024-25 | 24   | 1    | 6    |
| 바이에른 뮌헨 | 합계    | 411  | 43   | 103  |

## 수상 경력

#### 바이에른 뮌헨
- 분데스리가: 2015–16, 2016–17, 2017–18, 2018–19, 2019–20, 2020–21, 2021–22, 2022–23
- DFB 포칼: 2015–16, 2018–19, 2019–20
- DFL 슈퍼컵: 2016, 2017, 2018, 2020, 2021, 2022
- UEFA 챔피언스리그: 2019-20
- UEFA 슈퍼컵: 2020
- FIFA 클럽 월드컵 : 2020

#### 독일
- FIFA 컨페더레이션스컵 : 2017
- UEFA U-19 유로 : 2014

### 개인
- VDV 올해의 팀 : 2017–18, 2018–19, 2019–20, 2020–21, 2021–22, 2022–23
- 분데스리가 올해의 팀 : 2017–18, 2018–19, 2019–20, 2020–21, 2021–22
- 키커 시즌의 팀 : 2018–19, 2019–20
- UEFA 챔피언스리그 최우수 수비수 : 2019-20
- UEFA 챔피언스리그 시즌의 스쿼드 : 2017–18, 2019–20
- UEFA 챔피언스리그 Breakthrough XI: 2016
- FIFA 클럽 월드컵 브론즈볼 : 2020
- FIFPRO 월드 11 : 2020
- UEFA 올해의 팀 : 2020
- ESM 올해의 팀 : 2018–19
- 키커 분데스리가 올해의 팀 : 2018–19, 2019–20
- 독일 국가대표팀 올해의 선수 : 2017, 2021
- UEFA 유로 대회 베스트 : 2016
- 분데스리가 이 달의 골 3회
- 프리츠 발터 메달 U19 브론즈 : 2014